# Diplopoda
Classe
Les Diplopoda (diplopodes ; terme d'origine grecque rappelant qu'ils ont deux paires de pieds ou pattes sur chaque segment) sont une classe d'arthropodes myriapodes qui, comme les chilopodes, sont plus connus sous le nom de « mille-pattes ». Nocturnes ou lucifuges, les diplopodes vivent (exceptionnellement en colonies denses) sous les pierres, dans le sol, dans le bois mort et en décomposition et dans les endroits humides. Comme les vers de terre, mais moins profondément, les diplopodes contribuent à la formation de l'humus, forestier notamment, ainsi qu'à l'aération du sol et au brassage de ses couches superficielles et de la matière ligneuse en décomposition.
Leur corps est composé de nombreux segments. Les quatre premiers portent une simple paire de pattes, les suivants sont fusionnés deux à deux et montrent de ce fait deux paires de pattes par segment (contrairement à ceux des chilopodes qui n'en portent qu'une seule). Ils ne possèdent pas de crochets venimeux comme les chilopodes, leur régime alimentaire est végétarien et détritivore. Pour se défendre, ils peuvent s'enrouler et émettent des substances répulsives et toxiques.
Lorsqu'il est inquiété par un prédateur, l'iule se roule en spirale pour se protéger. Il peut parfois sécréter une substance répulsive  benzoquinone et hydroquinone qui laisse sur la peau des taches de couleur jaune-orangé et parfois une odeur acide. Ces taches disparaissent spontanément, en une semaine. L'utilisation de ce moyen de défense varie selon les espèces. Certaines personnes peuvent réagir à ces sécrétions, les réactions vont de légères rougeurs à l'urticaire. Il a été observé que le singe capucin utilisait cette substance répulsive exsudée par les segments thoraciques de l'espèce Orthoporus ornatus, pour éloigner les moustiques.
Sur les quelque 10 000 espèces de mille-pattes connues, Illacme plenipes fut longtemps le myriapode connu en ayant le plus, avec 750 pattes. Après une première observation en 1926, il a été redécouvert en Californie en 2006. Il perd ce statut en 2020 avec la découverte en Australie d'une espèce de mille-pattes possédant plus de milles pattes, Eumillipes persephone, dont l'individu le plus long possède 1 306 pattes.
Archispirostreptus gigas semble être le plus long, avec un record de 38,5 cm. Arthropleura, espèce fossile ayant vécu du Carbonifère supérieur au Permien inférieur, pouvait atteindre 2,5 m de long pour un poids estimé de 50 kg.
Certains diplopodes, comme Tachypodoiulus niger et Ommatoiulus sabulosus, font de la périodomorphose, une stratégie de reproduction particulière.
Chez les diplopodes, chaque mue apporte, suivant les groupes, un nombre plus ou moins grand de nouveaux anneaux. Par exemple 4 ou 5 pour les Julidae, 2 à 4 pour les Polydesmidae, un seul pour les Glomeridae.

## Taxinomie
- genre Eileticus (fossile)
- sous-classe Penicillata Latreille, 1831
  - ordre Polyxenida Lucas, 1840
- sous-classe Arthropleuridea (fossile)
- sous-classe Zosterogrammida Wilson, 2005 (fossile)
- sous-classe Pentazonia Brandt, 1833
  - genre Amynilyspes (fossile)
  - super-ordre Limacomorpha
    - ordre Glomeridesmida Latzel, 1884

  - super-ordre Oniscomorpha
    - ordre Glomerida Leach, 1814
    - ordre Sphaerotheriida Brandt, 1833
      - Family Sphaerotheriidae Koch, 1847
      - Family Sphaeropoeidae Brölemann, 1913
- sous-classe Archipolypoda Scudder, 1882
- sous-classe Helminthomorpha Pocock, 1887
  - super-ordre Pleurojulida Schneider & Werneburg, 1998 (fossile)
  - super-ordre Colobognatha (paraphylétique ?)
    - ordre Polyzoniida Gervais, 1844
    - ordre Platydesmida DeSaussure, 1860
    - ordre Siphonocryptida (anciennement dans les Polyzoniida)
    - ordre Siphonophorida Hoffman, 1980
      - genre Illacme Cook & Loomis, 1928

  - super-ordre "Merocheta"
    - ordre Polydesmida Pocock, 1887

  - super-ordre Nematophora
    - genre Hexecontasoma (fossile)
    - ordre Callipodida Bollman, 1893
    - ordre Chordeumatida Koch, 1847
    - ordre Stemmiulida Pocock, 1894

  - super-ordre Diplocheta
    - ordre "Xyloiuloida" Cook, 1895 (fossile)
    - ordre Julida Brandt, 1833
    - ordre Siphoniulida Cook, 1895
    - ordre Spirobolida
    - ordre Spirostreptida

## Galerie

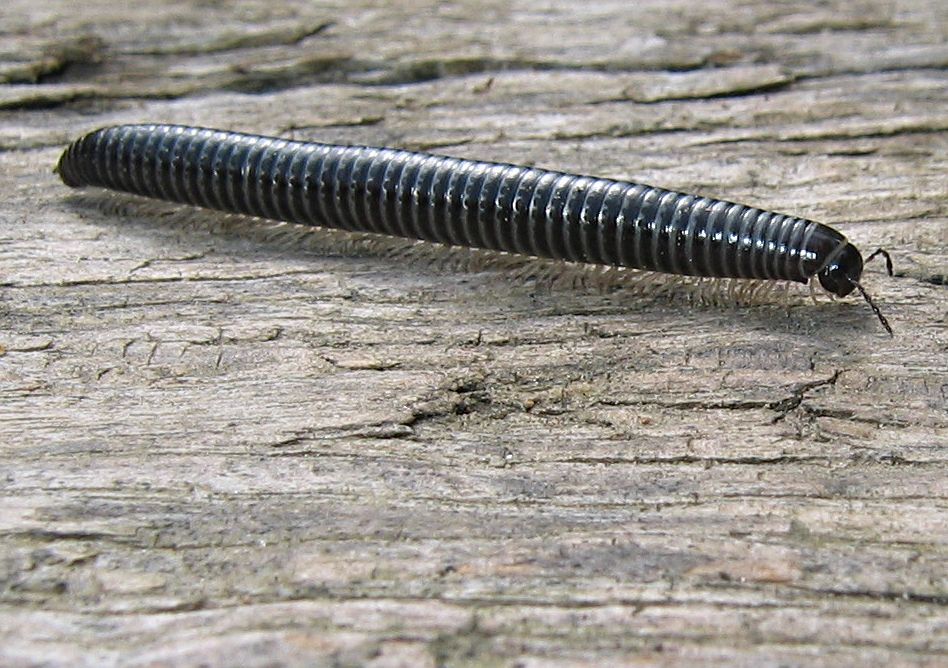
Tachypodoiulus albipes
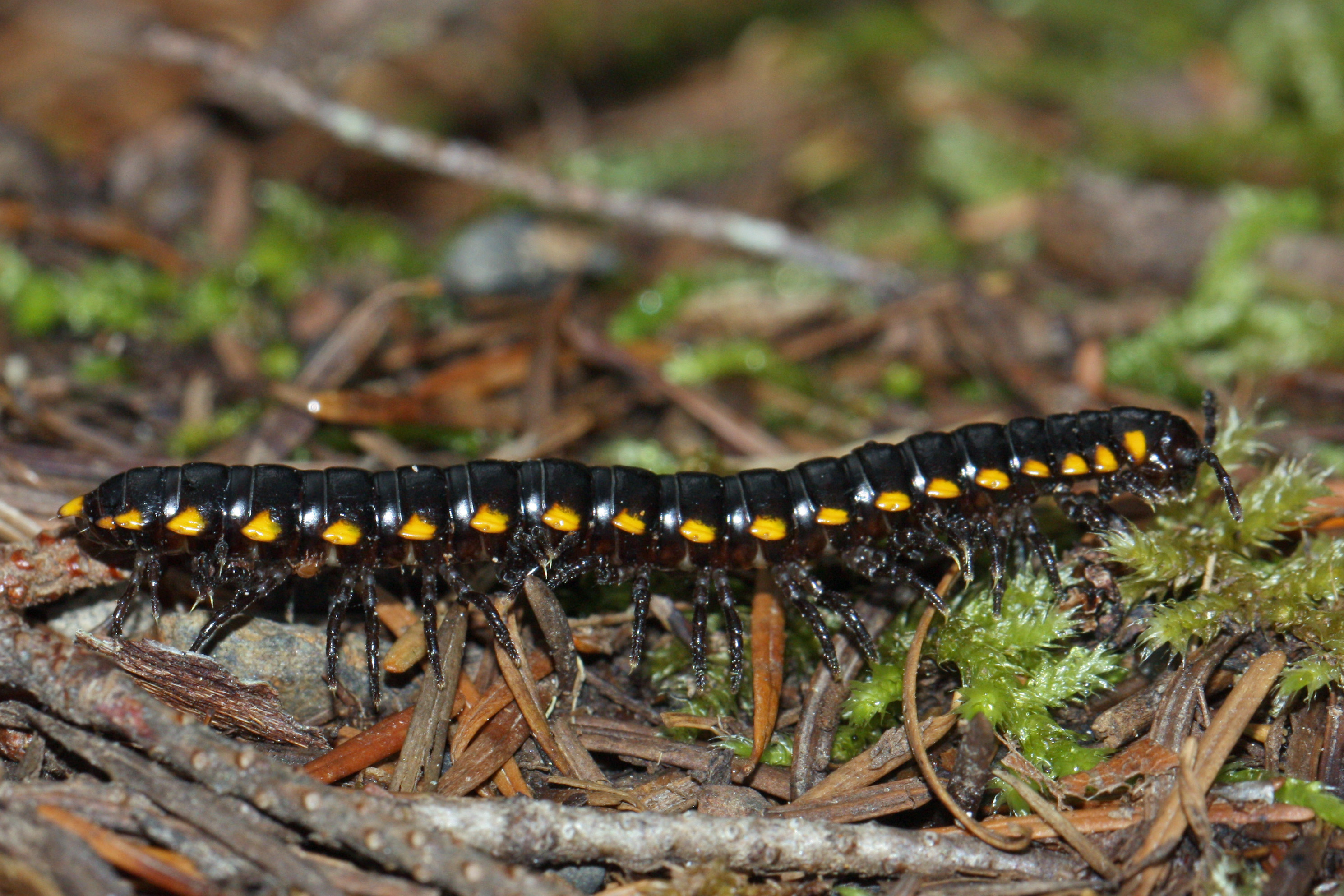
Harpaphe haydeniana, espèce du Pacifique Nord-Ouest, Amérique du Nord.
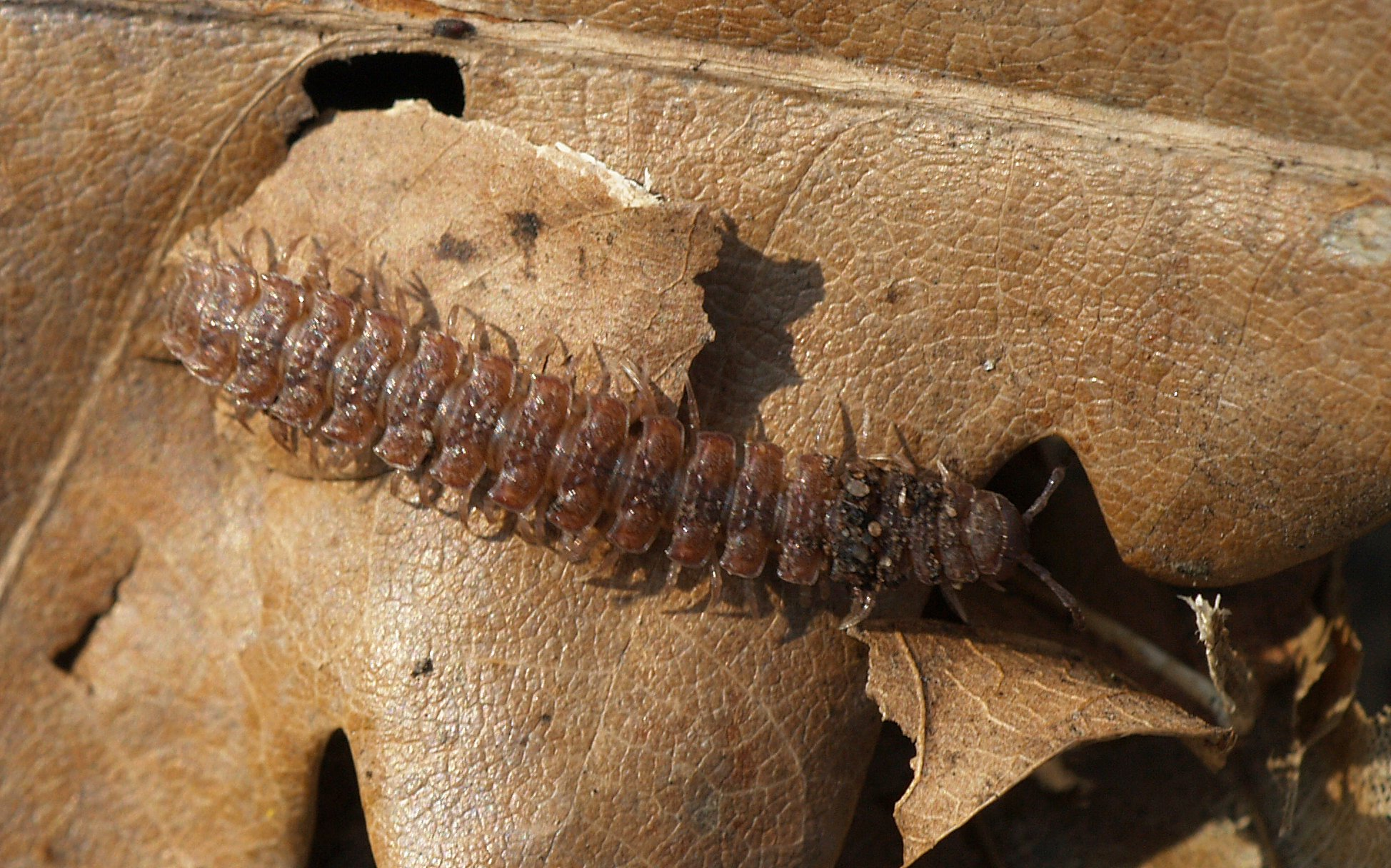
Polydesmus angustus, espèce européenne participant à la transformation du bois mort et des feuilles en humus.
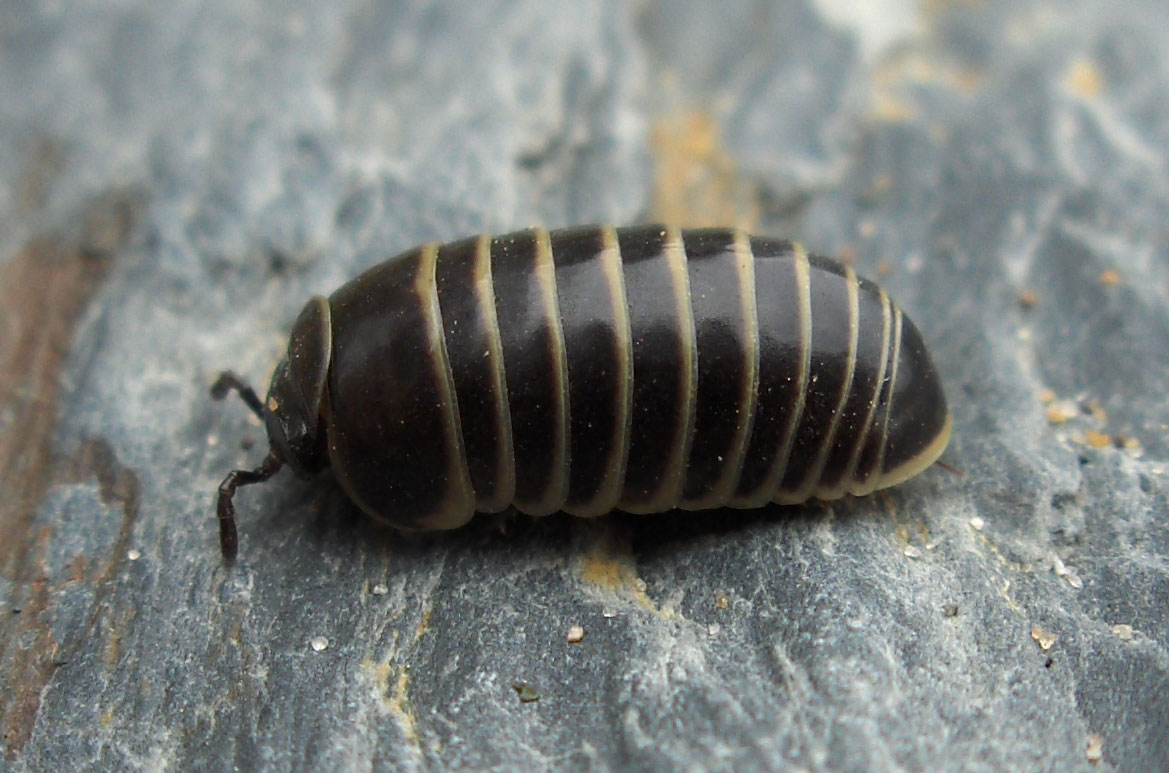
Glomeris marginata, un diplopode de la famille des gloméridés présentant des similitudes morphologiques et écologiques avec les cloportes (crustacés isopodes).
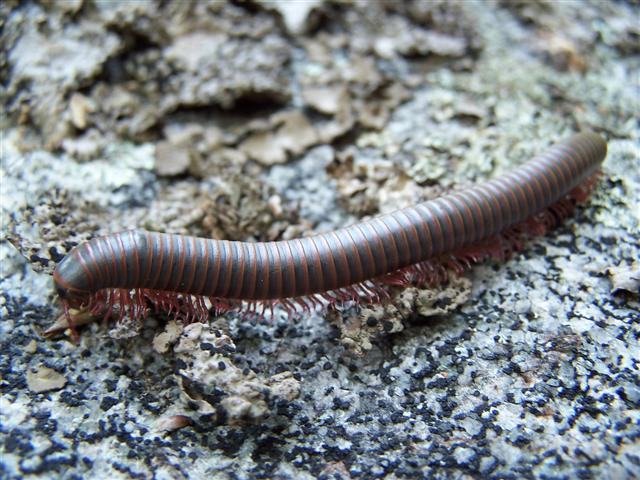
Narceus americanus.
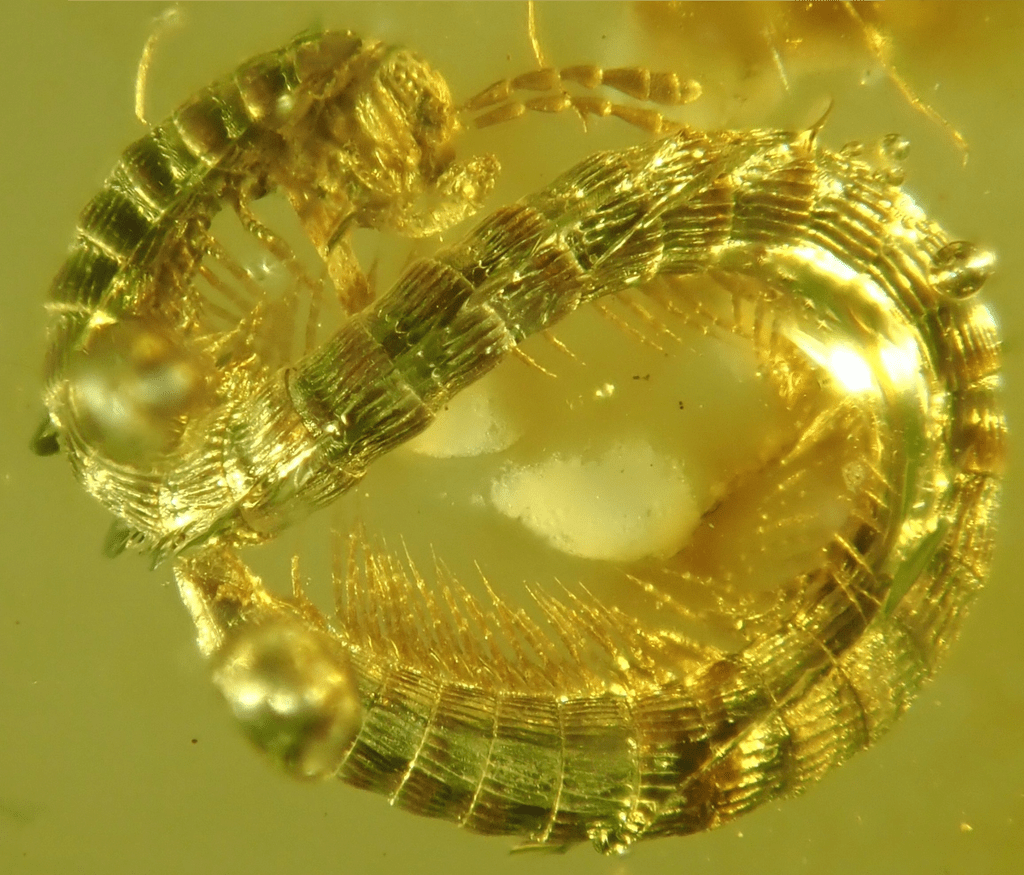
Burmanopetalum inexpectatum, espèce éteinte découverte dans de l'ambre de Birmanie datant du Crétacé.
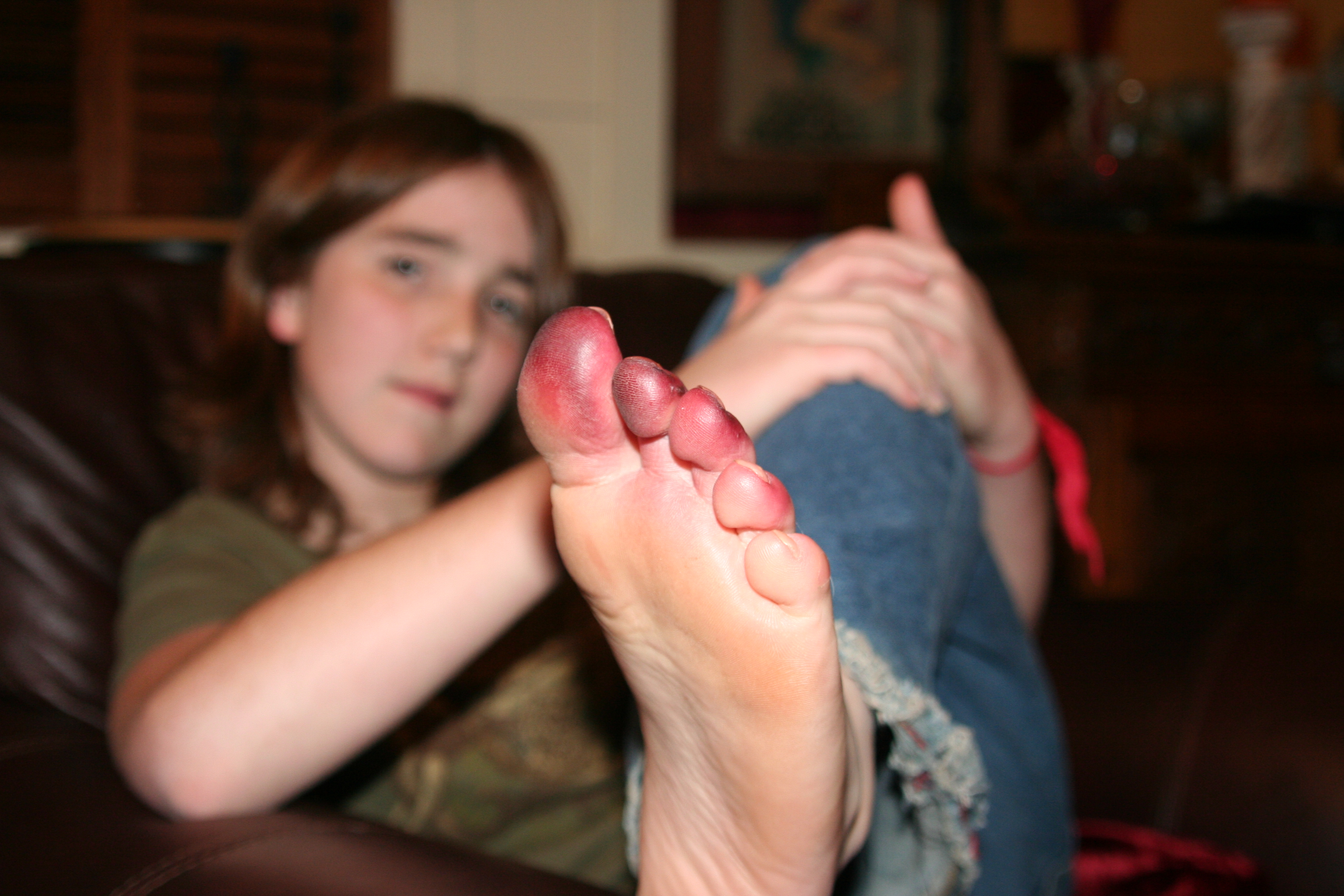
Effets des toxines émises par un diplopode sur les orteils d'une enfant ayant écrasé dans sa chaussure l'animal qui s'y était caché durant la nuit.
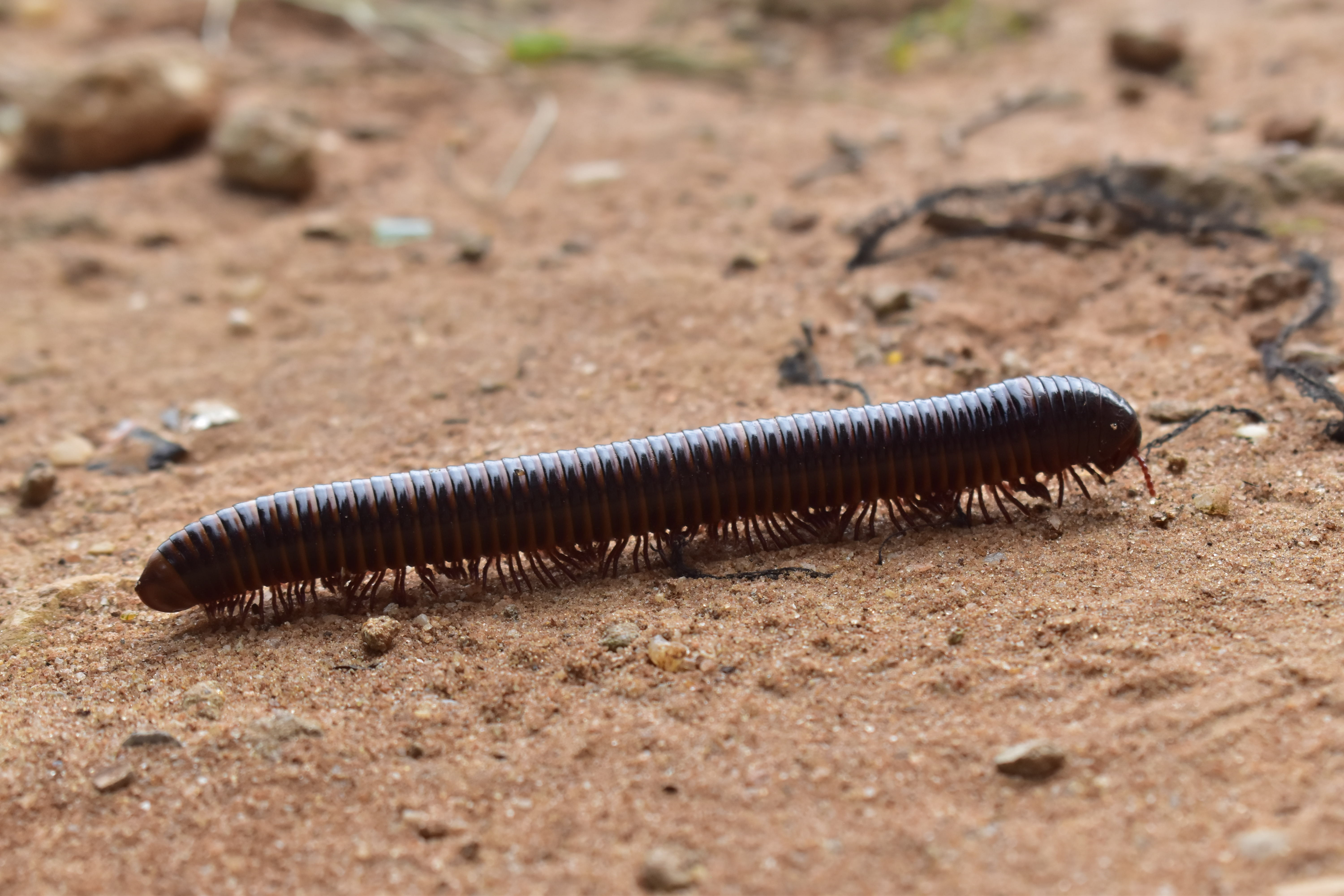
Diplopoda en exploration au Bénin, vers la ville de Abomey-Calavi. Juillet 2022.